# Macrozamin
Macrozamin ist ein natürlich vorkommendes Glycosid der β-Primverose. Das Aglycon ist Methylazoxymethanol, eine Azoxyverbindung.

## Vorkommen

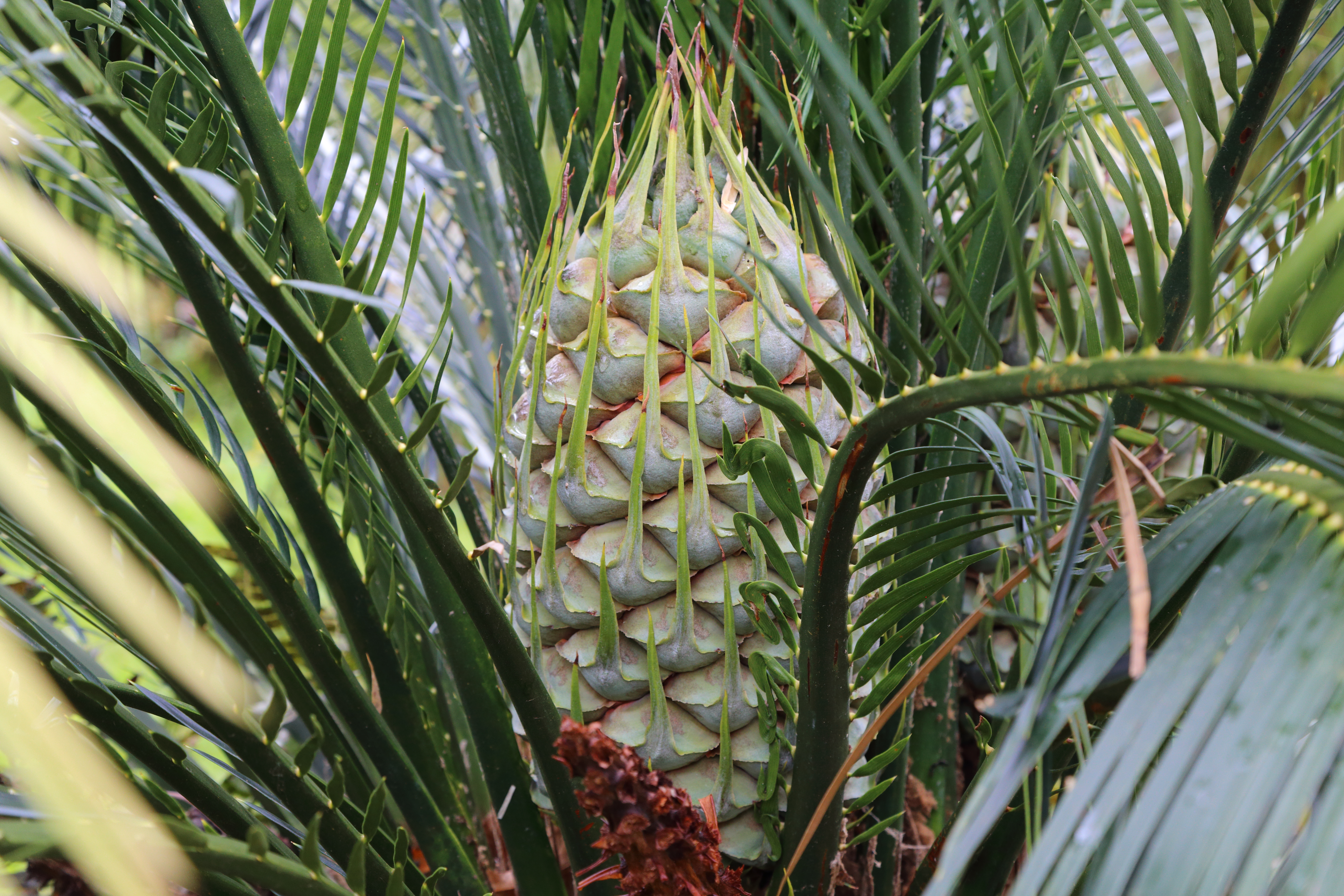
Macrozamia spiralis

Macrozamin wurde zuerst 1940 aus dem Palmfarn Macrozamia spiralis isoliert. Alle Gattungen der Ordnung Palmfarne (Cycadales) enthalten Macrozamin, wobei sich der Gehalt je nach Gattung unterscheidet: Besonders hoch ist der Gehalt in den Gattungen Bowenia, Macrozamia, Stangeria und Encephalartos. In den Gattungen Cycas und Microcycas ist er dagegen gering. Der Macrozamin-Gehalt beträgt je nach Art unter 1 % bis über 4 %.

## Eigenschaften
Das freie Aglycon ist karzinogen und mutagen (für Säugetiere und viele andere Lebewesen). Daneben wirkt es auch gegen Bakterien und Pilze.

## Reaktionen
Das freie Aglycon ist instabil und zerfällt bei saurer Hydrolyse des Glycosids nach Abspaltung der Primverose schnell zu je einem Molekül Formaldehyd, Methanol und Distickstoff. Macrozamin kann durch Zinn(II)-chlorid in Salzsäure reduziert werden, wobei Primverose, Ammoniak, Formaldehyd und Methylamin entstehen. Macrozamin kann auch durch Glycosidasen, die in den gleichen Pflanzen vorhanden sind, enzymatisch gespalten werden.

## Verwandte Verbindungen
Cycasin, das ebenfalls in Palmfarnen vorkommt, ist ein Glycosid, bei dem ebenfalls das Aglycon Methylazoxymethanol ist, der Zucker jedoch Glucose. Weitere Verbindungen mit dem gleichen Aglycon, welche mengenmäßig weniger wichtig sind, werden als Neocycasine bezeichnet und tragen andere Zucker, zum Beispiel Gentiobiose.